# Gilberto Guzmán
Gilberto Guzmán (30 de octubre de 1930 – Santiago, 2 de octubre de 2011) fue un actor cómico chileno, conocido por sus personajes: El Fatiga, el Huaso Don Clorindo, Alfonsito, Pa'tras pa e'lante, etc. y por su participación en el trío: "Pinto, Paredes y Angulo" en canal 13.

## Carrera artística
Gilberto Guzmán inició su carrera artística en el teatro de revistas, desde donde pasó al radioteatro, incorporándose al elenco de La bandita de Firulete, Residencial La Pichanga (donde se destacó su personaje "P'atrás P'adelante", el aseador de la residencial) y Hogar, dulce hogar en Radio Portales, entre los años 1960 y 1970. En 1969 participó en la película de José Bohr, Sonrisas de Chile, en el papel de un técnico.
A mediados de la década de 1980, como parte del elenco de "Mino Valdés y su alegre compañía",  participó en números humorísticos en el Festival de la una de TVN y en Sábados gigantes de Canal 13. En este último personificó a Pinto en el trío "Pinto, Paredes y Angulo", junto con Eduardo Thompson (Paredes) y Guillermo Bruce (Angulo). En el mismo programa personificó al "doctor Matta" en el segmento humorístico "El Hospital", junto a la tía Tute (Gloria Benavides), don Goyo (Ramón Núñez), Mandolino (Armando Navarrete), Jorge Cruz y Cristina Tocco. Otro de los personajes que desarrolló fue "don Serafín", el candidato, que aparecía en el segmento de humor "Café Gigante", junto a Bruce, Thompson (con el personaje "Compro dólares"), Pepe Tapia ("Parrita") y Tatiana Merino.
Posteriormente trabajó en los programas de Canal 13 Éxito y Venga conmigo (ambos conducidos por José Alfredo Fuentes), en los que desarrolló personajes como "Alfonsito”, el gay y el Huaso “Don Clorindo", entre otros. En 1996 trabajó en el elenco humorístico del programa Juntémonos de Megavisión (conducido por Julio Videla) junto a sus compañeros Bruce, Thompson y la modelo Tatiana Merino. También participó en un par de ocasiones en el programa Una vez más de canal 13, conducido por Raúl Matas y en 1998, en Noche de ronda, conducido por Juan Guillermo Vivado en el mismo canal. Además fue participante frecuente del bloque nocturno de la Teletón durante esa década, y en el Festival del Huaso de Olmué con sus personajes "Don Clorindo" en 1999 y "Alfonsito" en la edición de 2003.
Sin embargo, al igual que sus colegas del trío "Pinto, Paredes y Angulo", debió enfrentar serios problemas económicos con una pensión bajísima y en pésimas condiciones de salud, luego de su infarto cerebral de 2008 y del ataque cardíaco de 2009. En sus últimos tiempos no obtenía buenos contratos y trabajaba realizando eventos, principalmente en encuentros de la tercera edad, financiados por Cajas de Compensación.
Gilberto Guzmán falleció el 2 de octubre de 2011, tras sufrir una hemorragia cerebral. Fue trasladado al Hospital Barros Luco, donde murió a las 05:00 h.